# Aongstroemia ditissima
Aongstroemia ditissima là một loài rêu trong họ Dicranaceae. Loài này được Hampe mô tả khoa học đầu tiên năm 1863.